# مافيا مكسيكية

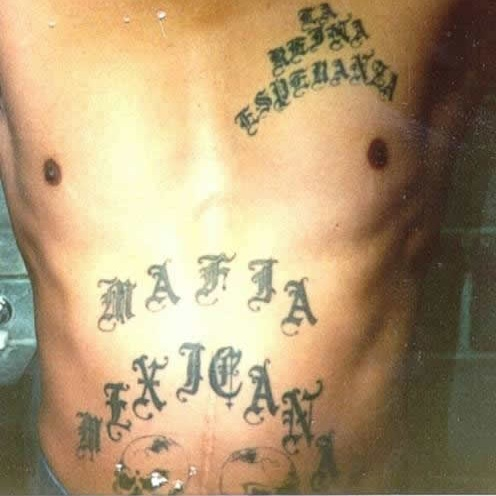
رمز المافيا المكسيكية

مافيا المكسيكية المعروفة أيضا باسم "La Eme" أو the M (دي «إم» بالإسبانية) هي منظمة إجرامية مكسيكية أمريكية تنشط في الولايات المتحدة وأوروبا وواحدة من أقدم وأقوى عصابات السجن في الولايات المتحدة. وعلى الرغم من اسمها إلا أن المافيا المكسيكية لم تنشأ في المكسيك، بل في المنشآة السجنية الأمريكية وتعبر عصابات متعددة مثل سورينوس وأم أس-13 وفلورنسيا 13 عن ولاءها للمافيا المكسيكية بٱستخدام الرقم 13 والذي يوحي إلى الحرف "M" «إم» في الأبجدية الإسبانية.
وصرح مسؤولون قانونيون أمريكيون أن لا إيمي هي أقوى عصابة داخل سجون ولاية كاليفورنيا، كما ذكر مسؤولون حكوميون أن هناك حاليا ما بين 155 و 300 عضو رسمي من المافيا المكسيكية مع حوالي 990 شريك يساعدونها في القيام بأنشطتها الغير مشروعة على أمل أن يصبحوا أعضاء مقبولين فيها.

## التاريخ
تشكلت المافيا المكسيكية في عام 1957 من قبل 15- 20 فرد من أعضاء عصابات الشوارع ذات أصل إسباني من مختلف أحياء لوس أنجلوس والمسجونين في مؤسسة ديول المهنية، منشأة تابعة لهيئة الشباب في كاليفورنيا آنذاك، أصبحت حاليا سجنا للبالغين في تراساي، كاليفورنيا. تشكلت العصابة لحماية أنفسهم من عصابات السجن الأخرى في ذلك الوقت. يعتبر هيرو بف فلوريس، أحد مؤسسي عصابة لا إيمي، عضو نشط سابق في عصابة باريو هاواي في ولاية كاليفورنيا. في خمسينيات وستينيات القرن الماضي، كانت حرب العصابات بين الأحياء ذات الأصول الأسبانية على أوجها لذلك لم يعتقد أن لويس فلوريس قادرا على خلق تحالف بين أعداء راسخين ووضع الخصومات جانبا عند الدخول السجن. ما زال هذا الشرط موجود حتى يومنا الحالي.
دخلت العديد من العصابات المكسيكية التحالف على الرغم من مرورا عقدين على الأقل على تأسيس البعض منهم وتكوينهم كيانات قوية قائمة على الاكتفاء الذاتي. من بين تلك العصابات، وايت فينس، ذا أفينوس، كلانتون 14، سان فير، بارو نوفو استرادا، عصابة الشارع 38، وأقدمهم بريما فلاتز.
في البداية، قام لويس فلوريس بتجنيد أعضاء عنيفين في محاولة لإنشاء منظمة مرهوبة للغاية يمكنها التحكم في أنشطة السوق السوداء في مرافق سجن ديويل. في حوار مع عضو قديم في العصابة يدعى موندو، أدعى فيه الأخير أن الهدف العام في البداية كان ترويع نظام السجون والاستمتاع بوسائل الراحة.
يرى علماء الاجتماع أن اسم المافيا المكسيكية كان بغرض إظهار تنظيم إجرامي يماثل المافيا الأمريكية، لكن تغير فيما بعد حتى لا يتم الخلط بينهما. اختارت العصابة وشم اليد السوداء في أوائل القرن العشرين رمزا للتعارف بينهم، ويوجد عادة على ظهرهم أو صدرهم أو ساقهم أو رقبتهم.

### النهضة
مع حلول 1961، وصلت حالة العنف في مؤسسة ديول المهنية إلى درجة اعتبرها المسؤولين خطيرة وكافية لنقل عدد من أعضاء عصابة لا إيمي إلى سجن سان كوينتن على أمل تثبيط سلوكهم العنيف، لكن فشلت تلك الإستراتيجية. فسر مسؤولي السجن تلك الحالة العدائية على أنها محاولة من أعضاء المنظمة الجديدة لترسيخ سمعة داخل السجن.
من أشهر حالات العنف، حادثة شايان كادينا، عضو بارز في العصابة، في إحدى مرات نزوله إلى الفناء السفلي لسان كوينتين تصادم مع نزيل أسود اللون يبلغ ارتفاعه ستة أقدام وخمسة، بوزن يتجاوز 300 رطل بعد أن قبله الأخير وأدعى أن شايان كان عاهرته في السابق. فما كان من شايان إلا أن عاد مرة أخرى بعد وقت قصير وطعنه حتى الموت بسكين أمام ألف نزيل في الفناء. تبعت تلك الحادثة العديد من عمليات القتل الأخرى سعيا لتأسيس سمعة بين نزلاء سان كوينتين. أدى سعي المافيا المكسيكية للسيطرة الكاملة على السجن إلى نفور العديد من السجناء المكسيكيين الأمريكيين الآخرين الذين سئموا من عمليات الطعن والقتل وسرقة الساعات والخواتم وحتى السجائر وأي شيء آخر ذي قيمة وأسس بعضهم سرا عصابة سجن جديدة سميت نوسترا فاميليا أو عائلتنا.
تأسس عصابة نويسترا فاميليا في منتصف الستينيات تقريبا في مرفق التدريب الإصلاحي بكاليفورنيا في سوليداد. كان أوائل الأعضاء من منطقة لوس أنجلوس، لكن سرعان ما اجتذبت العصابة الجديدة العديد من النزلاء من خلفية ريفية مثل المجتمعات الريفية في شمال كاليفورنيا. لم تعط المافيا المكسيكية في البداية الأمر أي أهمية ووصفتهم بالأقل شأنا وأنهم مجرد حفنة من المزارعين. لكن لم يدم الحال على ذلك الوضع كثيرا، ففي عام 1968 في سان كونتين، اندلعت أعمال شغب واسعة النطاق بعد أن سرق عضو من المافيا المكسيكية، زوجا من الأحذية من أحد المتعاطفين مع عصابة نوسترا فاميليا. نتج عن تلك الحادثة طعن تسعة عشر نزيل وتوفي أحد أعضاء المافيا المكسيكية. أصبحت المعركة معروفة بعد ذلك باسم «حرب الأحذية» وأسست نويسترا فاميليا أول سمعة لها باعتبارها المنافس الرئيسي للمافيا المكسيكية.

### المافيا المكسيكية الجديده
لا ينبغي الخلط بين المافيا المكسيكية والمافيا المكسيكية الجديدة. ففي عام 1974، شكلت مجموعة من السجناء من من أصل إسباني في سجن ولاية أريزونا، فلورنسا، عصابة سجن تعرف باسم المافيا المكسيكية. حصل مسؤولو وزارة الإصلاح في ولاية أريزونا في ذلك الوقت على معلومات تفيد بأن هذه المجموعة صممت نفسها على غرار المافيا المكسيكية في كاليفورنيا التي ظهرت منذ عدة سنوات. جلب العديد من ذوي الأصول الأسبانية الذين دخلوا إلى نظام سجن أريزونا مفهوم وفلسفة المافيا المكسيكية في كاليفورنيا.
في عام 1978، انقسمت المافيا المكسيكية إلى منظمتين. احتفظت الأولى بفلسفتها الأصلية والهيكل ويشار إليها حاليا باسم المافيا المكسيكية الأصلية، «فصيل كاليفاس» و«إي مي». أما الأخرى، التي برزت في عام 1984، يشار إليها باسم المافيا المكسيكية الجديدة. وقعت العديد من الاعتداءات والمناوشات بين أعضاء المجموعتين نتيجة مطالبة كل منظمة بلقب «المافيا المكسيكية» داخل نظام السجون في ولاية أريزونا.
انشأت كل عصابة قواعد وهيكل تنظيمي خاصة بهم، يحق لكل عضو التصويت على القضايا المتعلقة بالعضوية والقيادة. يتمتع القائد الذي تمت الموافقة عليه من قبل الأعضاء، بسلطة تحديد القضايا المهمة فقط.

## الثقافة
تعتقد قوى تنفيذ القانون أنه لا يوجد قائد أو زعيم واحد في الوقت الحالي لعصابة المافيا المكسيكية، حيث يتمتع العديد من الأعضاء بسلطة الأمر بالقتل والإشراف على الأنشطة الإجرامية الأخرى. لدى المافيا ما يقرب من ألف شريك يساعدون في تنفيذ تلك الأوامر ولديهم السيطرة النظرية على جميع أعضاء عصابة سرينو.
تجرى اختبارات ولاء للأعضاء قبل الإنضمام للعصابة، قد تشمل عمليات سرقة أو قتل وغالبا ما يكون الموت هو عقوبة رفض الأوامر أو الفشل في إكمال مهمة ما. وفقا لدستور العصابة، يمكن معاقبة الأعضاء أو قتلهم إذا ارتكبوا أيًا من المخالفات الأربع الكبرى وهي:
1. الوشاية أو الخيانة
2. الأفعال المثلية الجنسية
3. أفعال الجبن
4. إظهار عدم الاحترام تجاه أعضاء العصابة.

وفقا لقانون العصابة لا يجوز قتل أي عضو دون موافقة مسبقة بتصويت ثلاثة أعضاء، بينما لا يحتاج قتل غير الأعضاء إلى أي موافقة رسمية.
خلال أوائل عقد الستينيات فب سجن سان كونتين، أسس لويس فلوريس ورودي شايان كادينا قسم الدم، يقسم فيه العضو على الولاء التام للعصابة وعدم انضامه أو رجوعه إلى عصابته السابقه بعد السجن وأن الطريقة الوحيدة لمغادرة المافيا هي الموت أو القتل.
أعاد فلوريس وكادينا النظر في العديد من وصايا العصابة، وتحديث بعضا منها مثل وجوب رعاية العضو الجديد من قبل عضو حالي، وإلغاء شرط موافقة جميع الأعضاء على انضمام عضو جديد، وإعطاء العصابة الأولوية على العائلة، وإنكار وجود المافيا المكسيكية أمام الشرطة أو غير الأعضاء، واحترام الأعضاء الآخرين، ونسيان النزاعات والخلافات مع العصابات الأخرى التي حدثت قبل دخول السجن.
في حالة مخالفة عضو ما سياسة العصابة لا يقتل إلا بعد موافقة ثلاث أعضاء ويقتل من قبل العضو الذي كفله.

### القواعد
للمافيا المكسيكية قواعد غير مكتوبة تنظم انضمام الأفراد والتعامل فيما بينهم مثل:
1. لا يجوز للعضو أن يكون مخبرا أو واشيا.
2. لا يجوز للعضو أن يكون جبانًا.
3. لا يجوز للعضو رفع يده على عضو آخر إلا بموافقة القيادات العليا والقادة.
4. لا يجوز للعضو تقليل احترام عائلة أي عضو آخر من العصابة، بما في ذلك إقامة علاقة جنسية مع زوجته أو رفيقته.
5. لا يجوز للعضو سرقة أي عضو آخر.
6. لا يجوز للعضو أن يكون مثليا أو معتديًا جنسيًا أو قاتل أطفال أو متحرشًا بالأطفال أو مغتصبًا.
7. لا يجوز للعضو أن يتكلم في السياسة مع عضو آخر أو يجادل زميله أو أي شيء يتسبب في انشقاق داخل المنظمة.
8. العضوية مدى الحياة، السبيل الوحيد لترك المجموعة هو الموت.
9. يجب الانتقام من أي شخص يتجاوز لا إيمي، لا توجد استثناءات.
10. لا يسقط الانتقام بالتقادم، حتى لو استغرق تنفيذه شهور، أعوام أو عقود.
11. إذا قتل أحد أعضاء المجموعة أو تعرض للأذى على يد شخص آخر مثل شرطي أو عضو في عصابة إجرامية أخرى، يجب أن يكون الانتقام فوري ووحشي وقاتل.
12. يجب الاعتداء أو قتل جميع المتسربين والخونة.
13. توضع المجموعة في المنزلة الأول قبل عائلتك ودينك وإلهك.
14. لا يجوز للعضو التدخل في الأنشطة التجارية لعضو آخر.
15. لا يجوز للعضو أن يؤذي الأطفال.
16. يجب على العضو دائمًا معاملة أفراد الأسرة الآخرين باحترام ولطف.
17. يجب على العضو حماية الأعضاء الأخرين من الأذى.
18. يجب على العضو معاملة الأعضاء الآخرين مثل الأخوة.[23]

### الحلفاء والمنافسون
تعتبر المافيا المكسيكية هي العصابة المسيطرة على كل العصابات ذات الأصل الإسباني تقريبًا في جنوب كاليفورنيا، وبعض عصابات وسط وشمال كاليفورنيا. تلك العصابات ملزمة بتنفيذ كل الأوامر الصادرة من أعضاء المافيا المكسيكية. كما تقيم تحالفا مع عصابة الإخوان الآرية، وسورينوس، وكارتل تيخوانا، وكارتل سينالوا نتيجة إلى خصومهم المشتركين داخل السجون.
أما المنافسون الرئيسيون لهم فهم عصابة نوسترا فاميليا، وحليفتهم عصابة الدم وعائلة جامبينو وكريبس، ولوس زيتاس كارتل.
في الفترة ما بين عام 2010 وعام 2011، اشتعلت حرب وحشية ودامية بين المافيا المكسيكية وعصابة لوس زيتاس على مناطق السلطة وتجارة المخدرات. خسرت العصابتان فيهما العديد من السيارات والرجال نتيجة التفجيرات وإطلاق النار على بعضهم البعض. في منتصف عام 2011، اتفق الطرفان على انهاء الخلاف وصنع سلام بينهم.

### الرموز
من أشهر وشوم المافيا المكسيكية هي صورة اليد السوداء، لكن الرمز والوشم الأساسي لهم هو الرمز الوطني للمكسيك (نسر وثعبان) على قمة دائرة مشتعلة فوق سكاكين متقاطعة. توشم تلك الرموز على الأيدي أو ظهر العضو في الغالب. أما العصابات المتحالفة معهم فاختارت رقم 13 كوشم خاص بهم، حيث أن الحرف M هو الحرف الثالث عشر من الأبجدية الحديثة المشتقة من اللاتينية.

### في الثقافة العامة
حصلت عصابة المافيا المكسيكية على سمعة سيئة بعد ظهورها في فيلم أمريكا مي عام 1992. شارك بطل الفيلم إدوارد جيمس أولموس في إنتاج الفيلم وإخراجه وزعم أنه تلقى تهديدات بالقتل من قبل أعضاء المافيا المكسيكية بسبب ما اعتبروه تصويرًا غير ممتع للعصابة.
بعد إطلاق الفيلم بوقت قصير، قتل مستشاران للفيلم على الرغم من عدم وجود دليل واضح عن سبب القتل هل له علاقة بالمافيا المكسيكية أم لأسباب أخرى. في حين يرى البعض أن المافيا المكسيكية استاءت كثيرا من تصوير مقتل رودولفو كادينا، المبني عليها شخصية سانتانا والتي قام بدورها أولموس. يظهر في الفيلم مقتل كادينا من قبل زملاء له في العصابة.
أعلن أعضاء المافيا المكسيكية تعرضهم للإهانة من مشهد تصوير الاغتصاب المثلي الذي ارتكبه بوبيت، شخصية لأحد أعضاء المافيا قام أيضا في الجزء الأخير بقتل أخيه الأصغر لعدم احترامه العصابة. بعد معرفة إدوارد أولموس بغضب أعضاء العصابة تقدم بطلب رخصة لحمل سلاح، لكن الشرطة رفضت.
رفع جو بيجليج مورغان دعوى قضائية بقيمة 500 ألف دولار، بينما كان يقضي عقوبة بالسجن مدى الحياة بتهمة القتل في سجن بيليكان باي ستيت ضد أولموس ويونيفرسال ستوديوز ومنتجين آخرين للفيلم، يزعم فيها اقتباس قصة حياته في أحد الشخصيات الرئيسية في الفيلم دون الحصول على إذن منه.

## الأنشطة الإجرامية
وفقًا لمكتب التحقيقات الفيدرالي، رتبت المافيا المكسيكية العديد من عمليات القتل المتعاقد عليها من قبل جماعة الإخوان الآرية، عصابة سجن بيضاء. يربط تحالف بين العصابتين بحكم الأعداء المشتركون لهم في السجن مثل عصابة نورتينوس فاميليا ودي سي بلاك وبلاك جيوريلا فاميليا. على الرغم من منع المثليين جنسياً من دخول العصابة، إلا انهم منخرطون معهم في الدعارة الجنسية المثلية في السجن. ترجح الشرطة أن العديد من جرائم القتل في منطقة هايلاند بارك في لوس أنجلوس التي ارتكبتها عصابة الأفنيوز صدرت أوامرها من المافيا المكسيكية.
تنخرط المافيا المكسيكية في مجموعة متنوعة من الأنشطة الإجرامية داخل وخارج نظام السجون، لعل أبرزها هو ابتزاز موزعي المخدرات وتجارة المخدرات داخل وخارج السجن.
ظهر نفوذ المافيا المكسيكية على عصابة سورينوس في عام 1992، عندما أمر جو بيلغيا مورغان، أحد قادة المافيا المكسيكية البارزين، بعدم قيام عصابة سورينوس بأي أعمال عنف أو إطلاق النار من السيارات في منطقة شرق لوس أنجلوس. أعلنت قوات الشرطة بعد ذلك، عدم حدوث أي عمليات إطلاق نيران من سيارات مسرعة في الفترة ما بين إصدار جو مورغان أمر في أبريل وحتى شهر سبتمبر من نفس العام في منطقة شرق لوس أنجلوس، المشهورة بتلك الحوادث.

### فترة السبعينيات
في عام 1971، وقعت أول جريمة قتل خارج السجن بأمر من المافيا المكسيكية بعد العثور على جثة ألفونسو باتشي ألفاريز عضو سابق في العصابة مقتولا برصاصتين في رأسه في منطقة منعزلة بمونتيري بارك. أعلنت العصابة تصفيته بتهمة جمع الضرائب على تجار المخدرات دون دفع الأرباح لقادة المافيا خلف القضبان، المعروفين في العصابة باسم بيج هوميز أو إيمورز.
قام بالجريمة جو بيجلبج مورغان، أب روحي للعصابة أصبح فيما بعد أحد أبرز قادتها بالرغم من عدم وجود دم مكسيكي في دمه. ساعدت علاقاته مع موردي الكوكايين والهيروين في المكسيك في تمهيد عملية توزيع المخدرات في جميع أنحاء كاليفورنيا.
في فترة السبعينيات، أدار المافيا كلا من رودولفو كادينا، ربيب مورغان ويرجع لهم الفضل في سيطرة المافيا على العديد من مؤسسات الدولة وتصفية الأموال من برامج الوقاية من الكحول والمخدرات لتمويل أنشطتها الإجرامية. كما نجحوا في تأسيس تعاون مع كبار عائلات المافيا الإيطالية الأمريكية في لوس انجلوس بغرض سرقة الأموال من برنامج «استمر في الحياة»، برنامج علاج لمدمني المخدرات يموله دافعي الضرائب.
مع حلول 1977، أعلنت مؤسسة البرنامج إلين ديليا عزمها على فضح إختراق العصابات لبرنامجها.
قُتلت ديليا قبل موعدها بوقت قصير مع وزير الصحة وخدمات الرفاهية بولاية كاليفورنيا. لم تكشف حتى الآن الأدلة التي كانت لديها عن تسلل المافيا الإيطالية والمكسيكية لبرنامج Get Going

### فترة الثمانينات
في أريزونا مارافيلا، شرق لوس أنجلوس، كاليفورنيا، أطلق ألفريد آرثر ساندوفال الملقب شاتو، عضو رفيع المستوى في المافيا المكسيكيه، النار على جيلبرت مارتينيز وأنتوني أسيفيس وأرداهم قتلى، في حين نجى ضحية ثالثة مانويل توريس من الهجوم.
قتل أيضا راي ومارلين ويلز بأسلوب الإعدام في منزلهما في بلفيدير بارك.
أتهم ألفريد آرثر ساندوفال، العضو الأعلى مرتبة في المافيا (الآن) في كاليفورنيا، في جرائم القتل السابقة، وصدر في حقه حكم الإعدام من قبل محكمة الاستئناف الفيدرالية التاسعة، قبل أن يخفض إلى سجن مدى الحياة دون إفراج مشروط.

### فترة التسعينات
في عام 1998، وجهت السلطات الفيدرالية الأمريكية لائحة اتهام إلى 22 عضوًا وشريكًا في المافيا المكسيكية، بموجب قانون المنظمات الفيدرالية المؤثرة والفاسدة بارتكاب جرائم تشمل الابتزاز والقتل والاختطاف. من بينهم بنيامين «توبو» بيترز من أريزونا مارافيلا، العضو الأعلى رتبة في المافيا المكسيكية في ذلك الوقت، بعد تورطه في صراع على السلطة مع زميله روبن «توبي» هيرنانديز من أونتاريو، كاليفورنيا. وجه الاتهام أيضا إلى أحد الأعضاء بتهمة التخطيط لقتل مستشار فيلم أمريكان مي.
كانت لوائح الاتهام بمثابة تحقيق استمر عامين من قبل مسؤولي إنفاذ القانون الفيدراليين والمحليين.

### عقد 2000
في عام 2006، وجهت لائحة اتهام فيدرالية مكونة من 36 تهمة ضد أعضاء المافيا المكسيكية. تمت الاعتقالات بتهمة ارتكاب أعمال عنف وتجارة مخدرات وابتزاز ضد عصابات شوارع لاتينية أصغر. وفقًا للائحة الاتهام الفيدرالية، فإن أعضاء المافيا المكسيكية يمارسون نفوذهم في كل من أنظمة السجون الفيدرالية وأنظمة الولايات من خلال العنف أو التهديد بالعنف. يظل أعضاء العصابة وشركاؤها موالين بشدة للتنظيم الإجرامي داخل وخارج السجن، لا سيما في مدن جنوب كاليفورنيا مثل لوس أنجلوس وسان دييغو. تؤكد العصابة نفوذها على عصابات شيكانو في جميع أنحاء جنوب كاليفورنيا من خلال التهديد بالعنف ضد أعضائها في حالة سجنهم.
غالبًا ما يتم قتل العصابات وتجار المخدرات الذين يرفضون دفع «ضريبة» حماية للمافيا المكسيكية. وصل نفوذ المافيا في السجون إلى درجة أن أعضاء المافيا رفيعو المستوى المحبوسين في زنازين خاصة لمدة 23 ساعة يوميا ما زالت لديهم القدرة على التواصل وإصدار الأوامر للأعضاء في الداخل والخارج، من خلال أساليب تتراوح من أصوات نقر على أنابيب السباكة في السجن مرورا بالرسائل المهربة وحتى تجنيد حراس.
تهدف المافيا المكسيكية إلى السيطرة التامه على جميع عمليات تهريب المخدرات في مناطق نفوذها.

### عقد 2010
في أوائل عام 2012، صدرت لائحة اتهام اتحادية ضد 119 من أفراد عصابة مقاطعة سان دييغو، بما في ذلك رئيس المافيا المكسيكية الذي تم اعتقاله في مداهمة لمنزله في سان ماركوس.